# Megaselia curvicapilla
Megaselia curvicapilla är en tvåvingeart som beskrevs av Schmitz 1947. Megaselia curvicapilla ingår i släktet Megaselia och familjen puckelflugor. Arten är reproducerande i Sverige. Inga underarter finns listade i Catalogue of Life.